# Serie A 1926-1927
L'edizione 1926-1927 della Serie A svizzera vide la vittoria finale del Grasshopper Club Zürich.

## Stagione

### Novità
Non ci sono né retrocessioni né promozioni in quanto tutti gli spareggi retrocessioni/promozioni sono stati vinti dalle squadre di Serie A.

## Formula
Partecipano 27 squadre suddivise in tre gironi all'italiana composti da 9 squadre ciascuno. Due punti alla vittoria, un punto al pareggio, zero punti alla sconfitta. In caso di arrivo a pari merito si procede ad uno o più spareggi. Le squadre vincenti di ciascun girone si affrontano in una fase finale composta da un girone a tre squadre, per stabilire la squadra campione del torneo. Le ultime squadre classificate di ogni girone affrontano le tre squadre pretendenti alla promozione provenienti dal campionato "Serie Promozione", per stabilire le promozioni o retrocessioni.

## Squadre partecipanti
| Club              | Città      | Stadio            | Stagione precedente  |
| ----------------- | ---------- | ----------------- | -------------------- |
| Blue Stars Zurigo | Zurigo     | Hardturm Stadion  | 3º nel Girone Est    |
| Brühl             | San Gallo  | -                 | 6º nel Girone Est    |
| Grasshoppers      | Zurigo     | Hardturm Stadion  | 2º nel Girone Finale |
| Lugano            | Lugano     | Campo Marzio      | 5º nel Girone Est    |
| San Gallo         | San Gallo  | Stadio Espenmoos  | 8º nel Girone Est    |
| Veltheim          | Winterthur | Sportplatz Flüeli | 9º nel Girone Est    |
| Winterthur        | Winterthur | Schützenwiese     | 7º nel Girone Est    |
| Young Fellows     | Zurigo     | Hardturm Stadion  | 2º nel Girone Est    |
| Zurigo            | Zurigo     | Stadio Letzigrund | 4º nel Girone Est    |

### Classifica finale
|  | Pos. | Squadra           | Pt | G  | V  | N | P  | GF | GS | DR  |
|  | ---- | ----------------- | -- | -- | -- | - | -- | -- | -- | --- |
|  | 1.   | Grasshoppers      | 29 | 16 | 14 | 1 | 1  | 93 | 14 | +79 |
|  | 2.   | Young Fellows     | 26 | 16 | 13 | 0 | 3  | 54 | 24 | +30 |
|  | 3.   | Lugano            | 24 | 16 | 11 | 2 | 3  | 49 | 22 | +27 |
|  | 4.   | Zurigo            | 14 | 16 | 6  | 2 | 8  | 27 | 41 | -14 |
|  | 5.   | San Gallo         | 12 | 16 | 4  | 4 | 8  | 24 | 48 | -24 |
|  | 6.   | Brühl             | 12 | 16 | 2  | 8 | 6  | 23 | 37 | -14 |
|  | 7.   | Winterthur        | 11 | 16 | 4  | 3 | 9  | 23 | 41 | -18 |
|  | 8.   | Blue Stars Zurigo | 10 | 16 | 3  | 4 | 9  | 33 | 57 | -24 |
|  | 9.   | Veltheim          | 6  | 16 | 3  | 0 | 13 | 21 | 63 | -42 |

Legenda:

      Ammesso alla fase finale per il titolo di campione di Svizzera.
 Va agli spareggi per la retrocessione/promozione.
Note:

Due punti a vittoria, uno a pareggio, zero a sconfitta.

#### Tabellone
| Girone est        | BLS | BRÜ | GRA  | LUG | SGA  | VEL  | WIN | YFZ | ZUR |
| Blue Stars Zurigo |     | 3-0 | 1-5  | 3-8 | 2-2  | 6-2  | 2-4 | 0-1 | 3-4 |
| Brühl             | 2-2 |     | 2-2  | 0-1 | 1-1  | 5-2  | 2-2 | 1-6 | 5-2 |
| Grasshoppers      | 9-0 | 7-1 |      | 4-0 | 12-0 | 6-0  | 9-1 | 3-0 | 5-0 |
| Lugano            | 6-2 | 1-1 | 3-1  |     | 3-2  | 4-0  | 1-2 | 5-1 | 7-2 |
| San Gallo         | 2-2 | 1-1 | 2-12 | 0-2 |      | 4-2  | 4-1 | 1-2 | 2-3 |
| Veltheim          | 3-4 | 1-2 | 1-5  | 2-5 | 0-1  |      | 1-0 | 1-7 | 2-1 |
| Winterthur        | 3-1 | 1-1 | 0-3  | 1-1 | 1-2  | 2-1  |     | 0-4 | 3-4 |
| YF Zurigo         | 5-1 | 4-3 | 1-4  | 1-0 | 3-0  | 11-2 | 2-0 |     | 3-2 |
| Zurigo            | 1-1 | 1-1 | 2-6  | 0-2 | 1-0  | 0-1  | 3-2 | 1-3 |     |

## Squadre partecipanti
| Club              | Città    | Stadio               | Stagione precedente    |
| ----------------- | -------- | -------------------- | ---------------------- |
| Aarau             | Aarau    | Stadion Brügglifeld  | 6º nel Girone Centrale |
| Basilea           | Basilea  | Landhof-Stadium      | 2º nel Girone Centrale |
| Berna             | Berna    | Stadion Neufeld      | 3º nel Girone Centrale |
| Concordia Basilea | Basilea  | Stadio Concordia     | 8º nel Girone Centrale |
| Grenchen          | Grenchen | Stadion Brühl        | 9º nel Girone Centrale |
| Nordstern         | Basilea  | Stadion Rankhof      | 4º nel Girone Centrale |
| Old Boys Basilea  | Basilea  | Schützenmatte        | 7º nel Girone Centrale |
| Soletta           | Soletta  | Stadion FC Solothurn | 5º nel Girone Centrale |
| Young Boys        | Berna    | Wankdorfstadion      | 3º nel Girone Finale   |

### Classifica finale
|  | Pos. | Squadra           | Pt | G  | V  | N | P  | GF | GS | DR  |
|  | ---- | ----------------- | -- | -- | -- | - | -- | -- | -- | --- |
|  | 1.   | Nordstern         | 25 | 16 | 10 | 5 | 1  | 39 | 17 | +12 |
|  | 1.   | Young Boys        | 25 | 16 | 10 | 5 | 1  | 30 | 10 | +20 |
|  | 3.   | Grenchen          | 20 | 16 | 8  | 4 | 4  | 34 | 22 | +12 |
|  | 4.   | Basilea           | 19 | 16 | 8  | 3 | 5  | 29 | 26 | +3  |
|  | 5.   | Berna             | 18 | 16 | 7  | 4 | 5  | 38 | 24 | +14 |
|  | 6.   | Old Boys Basilea  | 12 | 16 | 4  | 4 | 8  | 23 | 33 | -10 |
|  | 7.   | Soletta           | 11 | 16 | 2  | 7 | 7  | 23 | 35 | -12 |
|  | 8.   | Concordia Basilea | 9  | 16 | 4  | 1 | 11 | 17 | 37 | -20 |
|  | 9.   | Aarau             | 5  | 16 | 2  | 1 | 13 | 11 | 40 | -29 |

Legenda:

      Va allo spareggio per il primo posto.
 Va allo spareggio retrocessione/promozione.
Note:

Due punti a vittoria, uno a pareggio, zero a sconfitta.
In caso di pari punti si va allo spareggio, non conta la differenza reti.

### Spareggio per il primo posto
| Basilea | Nordstern | 1 – 0 | Young Boys |  |

### Tabellone
| Girone centro     | AAR | BAS | BER | CON | GRE | NOR | OLB | SOL | YUB |
| Aarau             |     | 0-1 | 1-2 | 0-2 | 1-3 | 0-2 | 1-4 | 4-1 | 0-4 |
| Basilea           | 1-2 |     | 6-2 | 1-0 | 3-4 | 1-2 | 3-1 | 2-2 | 0-2 |
| Berna             | 5-0 | 0-1 |     | 7-0 | 3-2 | 2-2 | 4-0 | 6-1 | 0-0 |
| Concordia Basilea | 1-0 | 0-1 | 1-2 |     | 2-2 | 1-4 | 1-0 | 1-2 | 2-0 |
| Grenchen          | 2-0 | 5-0 | 4-1 | 6-1 |     | 0-2 | 1-0 | 2-2 | 0-2 |
| Nordstern         | 7-0 | 4-1 | 2-1 | 5-2 | 1-1 |     | 1-1 | 1-1 | 0-0 |
| Old Boys Basilea  | 3-1 | 1-4 | 1-0 | 3-2 | 1-1 | 3-4 |     | 3-3 | 0-4 |
| Soletta           | 0-1 | 2-4 | 2-2 | 1-0 | 0-1 | 1-2 | 2-2 |     | 1-2 |
| Young Boys        | 3-2 | 1-1 | 1-1 | 3-1 | 3-0 | 2-0 | 1-0 | 2-2 |     |

## Squadre partecipanti
| Club               | Città             | Stadio                 | Stagione precedente  |
| ------------------ | ----------------- | ---------------------- | -------------------- |
| Bienne             | Bienne            | Stadion Gurzelen       | 7º nel Girone Ovest  |
| Cantonal Neuchâtel | Neuchâtel         | Stadio Cantonal        | 6º nel Girone Ovest  |
| Étoile Carouge     | Carouge           | Stade de La Fontenette | 4º nel Girone Finale |
| Étoile-Sporting    | San Gallo         | Stade Les Foulets      | 2º nel Girone Ovest  |
| Friburgo           | Friborgo          | Stade Saint-Léonard    | 9º nel Girone Ovest  |
| La Chaux-de-Fonds  | La Chaux-de-Fonds | Stade de la Charrière  | 3º nel Girone Ovest  |
| Losanna            | Losanna           | Stade de la Pontaise   | 8º nel Girone Ovest  |
| Servette           | Ginevra           | Stade des Charmilles   | Campione di Svizzera |
| Urania Ginevra     | Ginevra           | Stade de Frontenex     | 5º nel Girone Ovest  |

### Classifica finale
|  | Pos. | Squadra            | Pt | G  | V  | N | P  | GF | GS | DR  |
|  | ---- | ------------------ | -- | -- | -- | - | -- | -- | -- | --- |
|  | 1.   | Bienne             | 23 | 16 | 11 | 1 | 4  | 32 | 18 | +14 |
|  | 2.   | Servette           | 22 | 16 | 9  | 4 | 3  | 44 | 17 | +27 |
|  | 3.   | Losanna            | 22 | 16 | 10 | 2 | 4  | 36 | 21 | +15 |
|  | 4.   | Étoile Carouge     | 19 | 16 | 8  | 3 | 5  | 34 | 22 | +12 |
|  | 5.   | Urania Ginevra     | 15 | 16 | 5  | 5 | 6  | 24 | 28 | -4  |
|  | 6.   | Cantonal Neuchâtel | 13 | 16 | 4  | 5 | 7  | 23 | 32 | -9  |
|  | 7.   | Étoile-Sporting    | 11 | 16 | 4  | 3 | 9  | 29 | 38 | -9  |
|  | 8.   | La Chaux-de-Fonds  | 11 | 16 | 3  | 5 | 8  | 22 | 45 | -23 |
|  | 9.   | Friburgo           | 8  | 16 | 2  | 4 | 10 | 20 | 43 | -23 |

Legenda:

      Ammesso alla fase finale per il titolo di campione di Svizzera.
 Va agli spareggi per la retrocessione/promozione.
Note:

Due punti a vittoria, uno a pareggio, zero a sconfitta.

### Tabellone
| Girone ovest       | BIE | CAN | ECA | ESP | FRI | LCF | LOS | SER | URA |
| Bienne             |     | 3-1 | 1-0 | 4-2 | 3-1 | 1-2 | 3-2 | 2-3 | 3-0 |
| Cantonal Neuchâtel | 0-1 |     | 0-0 | 3-0 | 1-1 | 4-2 | 1-2 | 0-3 | 2-2 |
| Étoile Carouge     | 0-3 | 5-1 |     | 2-0 | 7-4 | 3-1 | 1-2 | 2-1 | 0-3 |
| Étoile-Sporting    | 0-3 | 3-3 | 1-2 |     | 6-0 | 3-1 | 0-1 | 3-3 | 0-3 |
| Friburgo           | 2-1 | 0-2 | 1-1 | 3-1 |     | 2-2 | 1-2 | 0-3 | 0-0 |
| La Chaux-de-Fonds  | 0-1 | 1-0 | 1-6 | 3-3 | 1-0 |     | 2-5 | 2-2 | 1-1 |
| Losanna            | 3-1 | 4-3 | 1-1 | 1-2 | 3-0 | 4-0 |     | 2-0 | 1-1 |
| Servette           | 1-1 | 1-1 | 2-0 | 5-0 | 6-1 | 7-0 | 3-2 |     | 4-0 |
| Urania             | 0-2 | 1-2 | 1-3 | 1-5 | 5-1 | 3-3 | 2-1 | 1-0 |     |

## Girone finale

### Risultati
| Bienne 8 maggio 1927 | Grasshoppers | 1 – 0 | Bienne |  |

| Basilea 15 maggio 1927 | Nordstern | 4 – 0 | Bienne |  |

| Zurigo 22 maggio 1927 | Grasshoppers | 2 – 0 | Nordstern |  |

#### Classifica finale
|  | Pos. | Squadra      | Pt | G | V | N | P | GF | GS | DR |
|  | ---- | ------------ | -- | - | - | - | - | -- | -- | -- |
|  | 1.   | Grasshoppers | 4  | 2 | 2 | 0 | 0 | 3  | 0  | +3 |
|  | 2.   | Nordstern    | 2  | 2 | 1 | 0 | 1 | 4  | 2  | +2 |
|  | 3.   | Bienne       | 0  | 2 | 0 | 0 | 2 | 0  | 5  | -5 |

Legenda:

      Campione Svizzero di Serie A 1926-1927.
Note:

Due punti a vittoria, uno a pareggio, zero a sconfitta.

## Spareggi retrocessione/promozione

### Spareggi zona est
| Veltheim 22 maggio 1927 | Veltheim | 2 – 1 | Chiasso |  |

| Chiasso 29 maggio 1927 | Chiasso | 2 – 1 | Veltheim |  |

#### Spareggio finale
| Zurigo 12 giugno 1927 | Chiasso | 5 – 1 | Veltheim |  |

### Spareggi zona centro
| Aarau 8 maggio 1927 | Aarau | 4 – 1 | Madretsch |  |

| Bienne 15 maggio 1927 | Madretsch | 0 – 1 | Aarau |  |

### Spareggi zona ovest
| Friburgo 15 maggio 1927 | Friburgo | 1 – 1 | Montreux-Sports |  |

| Montreux 22 maggio 1927 | Montreux-Sports | 0 – 1 | Friburgo |  |

## Verdetti finali
- Grasshoppers Campione di Svizzera 1926-1927.
- Aarau e Friburgo restano in Serie A.
- Veltheim retrocesso in Serie B.
- Chiasso promosso in Serie A.